# 저격능선 전투
저격능선 전투(狙擊稜綫戰鬪, 영어: Battle of Sniper ridge)는 1952년에 중부전선의 김화(현재의 철원군 김화읍 주변)지역에 배치되어 있던 국군 제2사단이 중공군 제15군에 맞서, 6주간에 주저항선 전방의 전초진지를 빼앗기 위한 공방전을 벌인 지역이다.

이 지역은 김화 북방 7Km지점에 위치한 철의 삼각지대 중심부에 자리잡은 오성산에서 우단의 김화지역으로 뻗어내린 여러 능선 가운데 남대천 부근에 솟아올라 그 해발고도는 590m정도이고 능선의 크기는 1km2정도의 장방형 무명능선이었다. 저격능선이라는 명칭은 1951년 10월, 노매드(Nomad)선을 목표로 진격작전을 전개한 미군 제25사단이 김화지역으로 진출하여 중공군 제26군]
과 대치하게 되었을 때 이 능선에 배치된 중공군이 538고지로 진출한 미군을 저격하여 상당한 피해를 입히게 되었다. 그러자 미군 병사들은 이 무명능선을 가리켜 ‘저격능선(Sniper Ridge)’ 또는 ‘저격병 능선’이라고 부르게 되었다.

## 배경
1952년 10월, 중공군이 전초진지에 대해 대대적으로 공격을 시작하자, 미군 제8군사령관 밴 플리트 장군은 전초진지 전반에 걸쳐 아군이 주도권을 장악하는 소규모 공격작전을 필요하다고 했다. 그리하여 ‘쇼다운 작전(Operation Show Down)’이라고 대대규모의 병력으로 제한된 목표를 탈취하도록 하는 작전을 개시했다. 이 작전으로 미군 제7사단은 삼각고지를, 국군 제2사단은 제17, 31, 32연대와 추가로 증원된 제30, 37연대와 16개 포병대대로 저격능선을 공격하기 시작했다.

전투가 시작하기 전, 중공군 제15군은 오성산을 중심으로 예하 3개 사단을 배치해두었는데, 그 중 제45사단은 저격능선에 전초진지를 설치하여 경계부대를 배치했다. 배치된 부대 규모는 중대에 불과했지만, 사단 및 군단급 병력 지원이 가능한 상태였다.

## 전투 경과

### 국군의 선제공격
저격능선 전투는 국군 제2사단의 공격으로 시작했다. 10월 14일 05시, 국군 제2사단은 9개 포병대대 공격을 시작으로, 제32연대 제3대대가 돌격으로 제1차 공격이 시작했다. 하지만 제1차 공격은 실패했다.

그리하여 제3대대는 1개 중대를 지원받으며 13시 40분에 다시 공격했다. 하지만 이번에는 미군 전폭기 6개 편대와 국군 제2사단의 9개의 포병대대의 집중포격을 지원받아 공격을 했다. 그 결과, 중공군 진지를 완전히 파괴하고 제32연대 제3대대는 치열한 백병전을 끝으로 저격능선을 완전히 점령하였다. 점령한 후, 대대는 Y고지와 돌바위 고지에 각각 1개 중대를, A고지에는 3개 중대를 배치하여 중공군 역습에 대비하였다.

### 중공군의 역습
중공군 제133연대는 이날 야간에 강력한 포병화력과 파상적 돌격공격으로 Y고지와 A고지를 집중적으로 공격을 했다. 중공군과의 치열한 백병전 끝에, 제3대대 전술지휘소는 함락되었다. 그리하여 국군은 돌바위 고지를 남겨두고 물러났다.

이때 제32연대는 예비연대 제17연대 제2대대를 투입하여 돌바위 고지를 엄호와 전폭기 폭격지원으로 10월 15일 14시 30분, A고지를 재탈환했다. 이에 대해, 중공군은 이날 밤과 10월 16일 새벽에 제133연대의 2개 대대로 고지를 공격을 하였으나 실패했다. 또한 중공군 제134연대의 역습도 실패했다. 그 이후로 중공군은 제135연대를 투입을 했지만, 제135연대는 새로운 방법으로 공격을 개시했다. 우선 Y고지를 점령하고 진지를 구축하고 A고지와 돌바위 고지를 공격했다. 결국, 국군 제2사단 제32연대는 중공군 제135연대와의 치열한 백병전과 제1대대가 역습을 하였으나 A고지를 빼앗기고 말았다.

### 반복적인 역습
10월 20일 08시, 국군 제2사단장은 제32연대와 제17연대를 임무교대하여, 제17연대가 A고지를 탈환하도록 했다. 제17연대 제1대대는 세 차례 공격을 시도했지만 실패했다. 하지만 국군은 그 이후에도 76회의 항공지원을 받아 11시에 다시 공격을 개시하여 A고지를 탈환했다.

그 이후, 국군은 중공군의 역습으로 A고지를 피탈당하고, 국군 제3대대 역습과 중공군의 역습과 국군이 다시 A고지 확보로 이어졌다.

### 미군과의 임무교대
이처럼 저격능선에선 치열한 공방전이 일어나는 가운데 군단계획에 의해, 국군 제2사단은 미군 제7사단의 작전지역인 삼각고지를 인수하게 되었다. 이에 따라 국군 제2사단은 A고지 집중적인 방어 작전에 들어갔다. 제31연대를 삼각고지로 배치해서 방어하도록 하고, 저격능선은 제17연대에서 제32연대로 교대하여 제17연대는 예비 임무로 변경되었다.

제32연대의 투입 이후 무리한 전투가 계속 이어졌다. 국군이 주간작전에서 막강한 화력으로 중공군을 제압하면, 중공군은 야간역습으로 대응했다. 제32연대 제2대대는 병력을 종심으로 깊게 배치하여 중공군의 역습을 막아냈다. 중공군은 제45사단에서 제29사단으로 교대해서 공격을 실시하였지만, 국군 제2사단은 11월 25일까지 중공군을 격퇴하고 진지를 사수하는데 성공했다. 그 이후 국군 제2사단은 국군 제9사단에게 임무를 인계하고 군단예비로 전환하여 부대정비에 들어갔다.

### 결과
국군 제2사단은 6주간의 장기전으로 저격능선을 방어하는데 성공을 했다.

## 같이 보기
- 삼각 고지 전투
- 국군 제2사단

## 참조
- 온창일 외, 《6.25전쟁 60대 전투》, 황금알, 2010, 290~292